# Boys + Girls
Boys + Girls è il terzo EP della band statunitense The Promise Ring, pubblicato con etichetta Jade Tree Records il 27 ottobre 1998. È il primo disco con il nuovo bassista Scott Schoenbeck, entrato nella band al posto di Scott Beschka. Contiene la hit Tell Everyone We're Dead, che diviene ben presto una delle canzoni più conosciute del gruppo. In questo EP prosegue l'avvicinamento della band a sonorità sempre più tendenti al pop.

## Tracce
1. Tell Everyone We're Dead – 4:13
2. Best Looking Boys – 3:53
3. American Girl (V.02) – 2:35

## Formazione

### Band
- Davey von Bohlen - voce e chitarra
- Jason Gnewikow - chitarra, design e fotografia
- Scott Schoenbeck - basso
- Dan Didier - batteria

### Personale aggiuntivo
- J. Robbins - produttore
- Mike Zirkel - ingegnere
- Alan Douches - mastering
- Chrissy Piper - Fotografia